# Église Saint-Martin de Nieul-lès-Saintes
L'église Saint-Martin est une église catholique située à Nieul-lès-Saintes, en France.

## Localisation
L'édifice est situé en centre-bourg du village de Nieul-lès-Saintes, dans le département de la Charente-Maritime.

## Historique
L'église a été construite au XIIe siècle avec une nef unique sans transept. Elle est de style roman saintongeais.
Le clocher octogonal a été modifié au XVIIe siècle.
Au XIXe siècle, deux chapelles latérales néo-romanes ont été adjointes à l'édifice, constituant un semblant de transept. La sacristie située derrière le chevet a été construite à cette époque.

## Description

### Architecture
Le portail sur la façade est décoré d'une frise représentant quarante-cinq personnages dansant et jouant de la musique, illustrant probablement une fête de village. Celui-ci a été remanié au XVe siècle.
Des chapiteaux ornent également les pieds droits du portail du XIIIe siècle. La voussure supérieure du portail offre une interprétation naïve des Vieillards de l'Apocalypse, représentés maladroitement en position assise. Au-dessus du portail, deux lions en relief se font face et tiennent sous leurs griffes des personnages allongés qu'ils dévorent.
L'abside demi-circulaire, voûtée en cul-de-four, est éclairée par cinq fenêtres romanes à colonnettes.
Le clocher octogonal du XVIIe siècle est percé de fenêtres en plein-cintre.
Le plan de l'église est constitué d'une nef unique sans transept, agrémenté de deux chapelles latérales. La nef et le chœur sont couverts d'un berceau brisé. Cependant, la travée sous clocher présente une coupole nervée (compromis entre la coupole et la croisée d'ogive primitive).
Les chapiteaux intérieurs sont illustrés par des thématiques fantastiques : animaux et végétaux en particulier.
Une sacristie est située derrière le chevet de l'église.

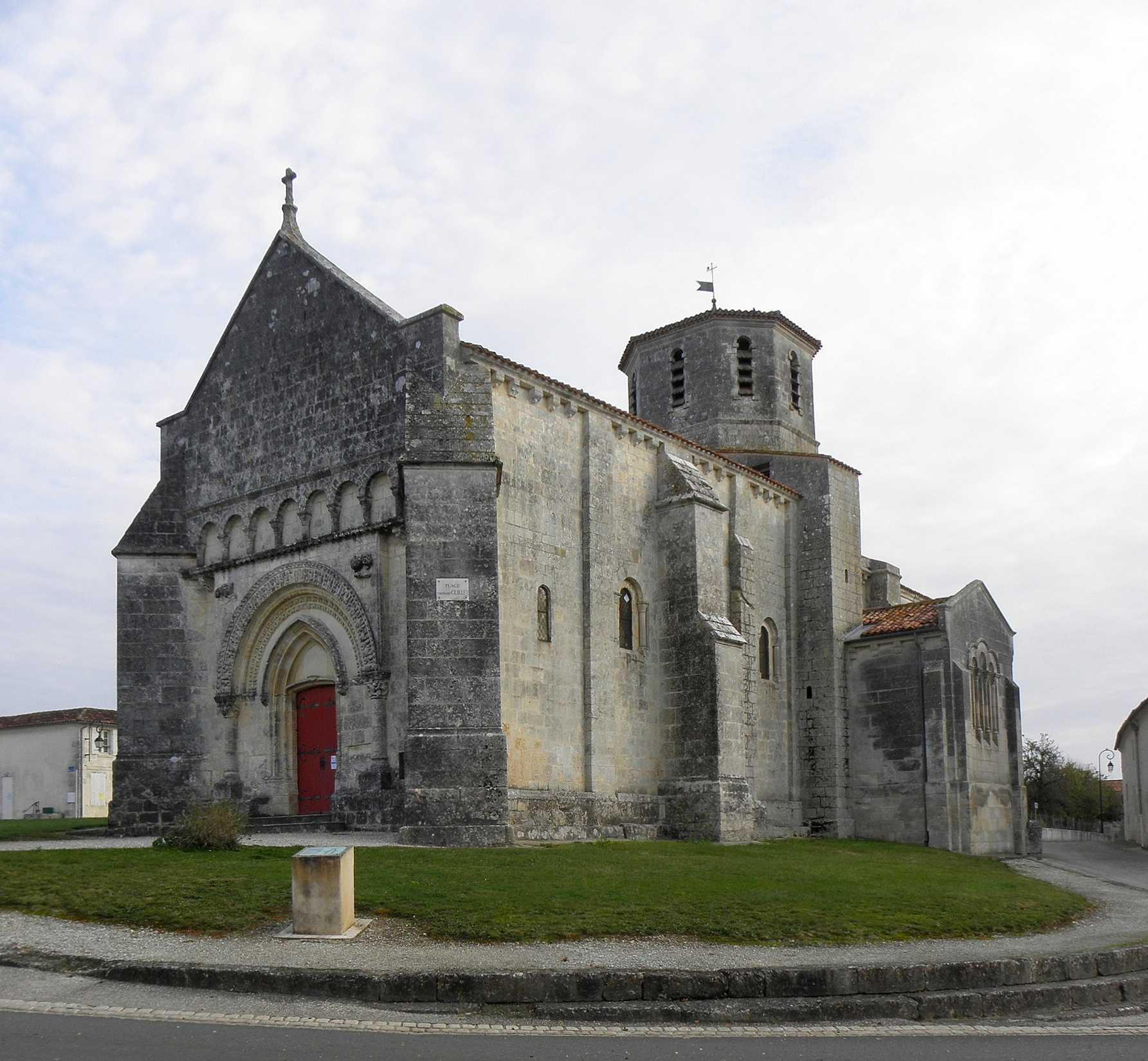
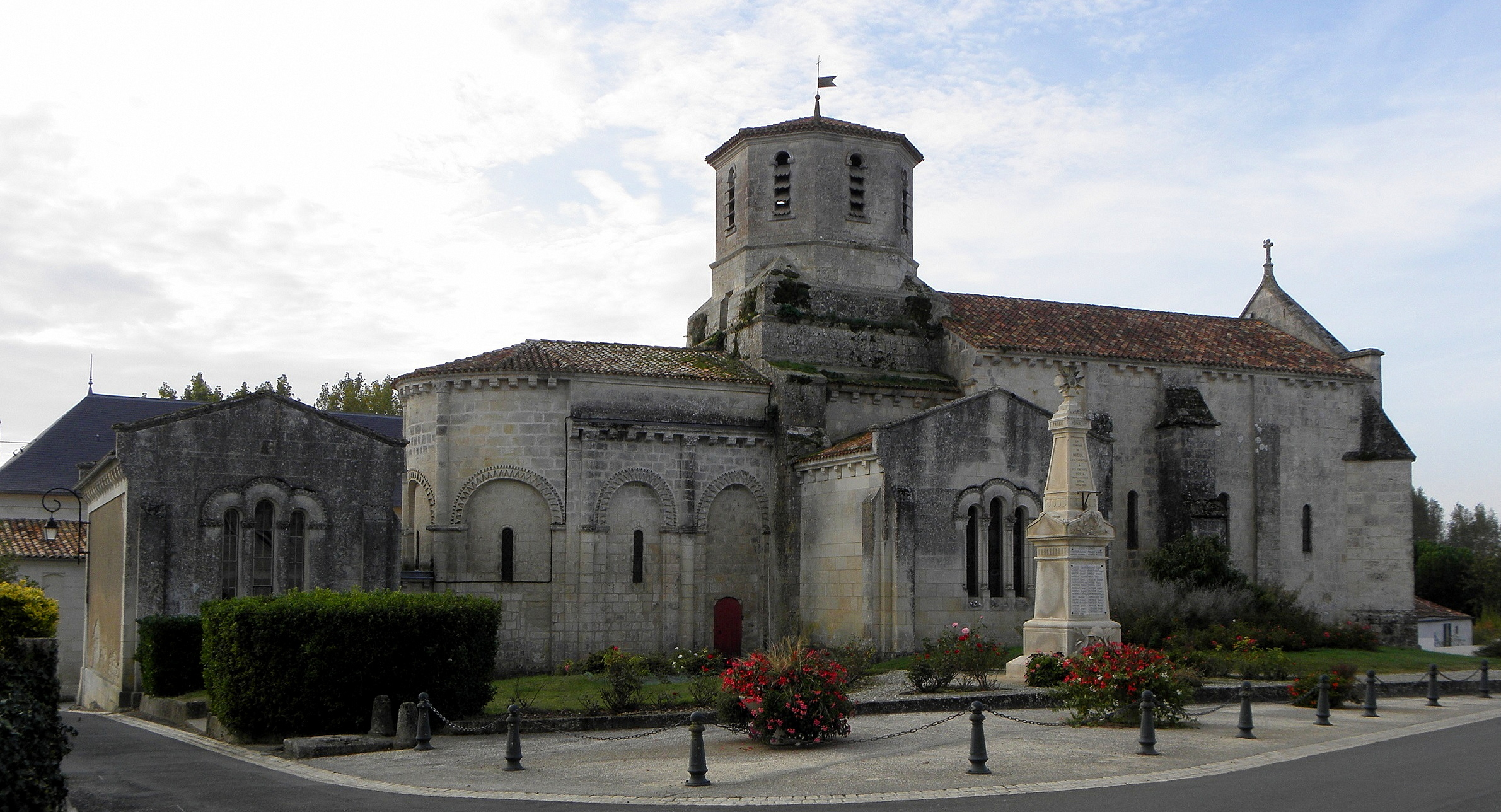
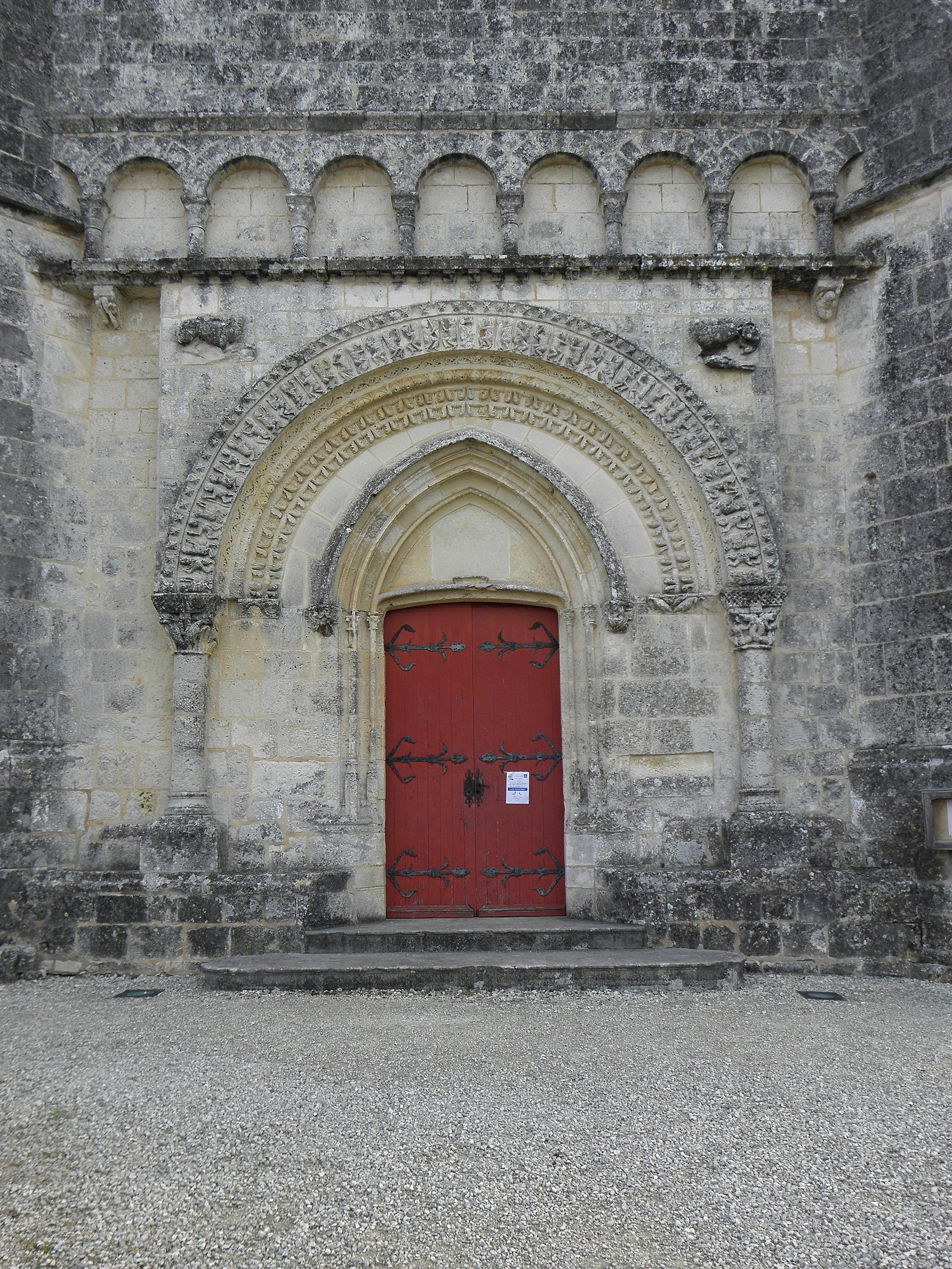
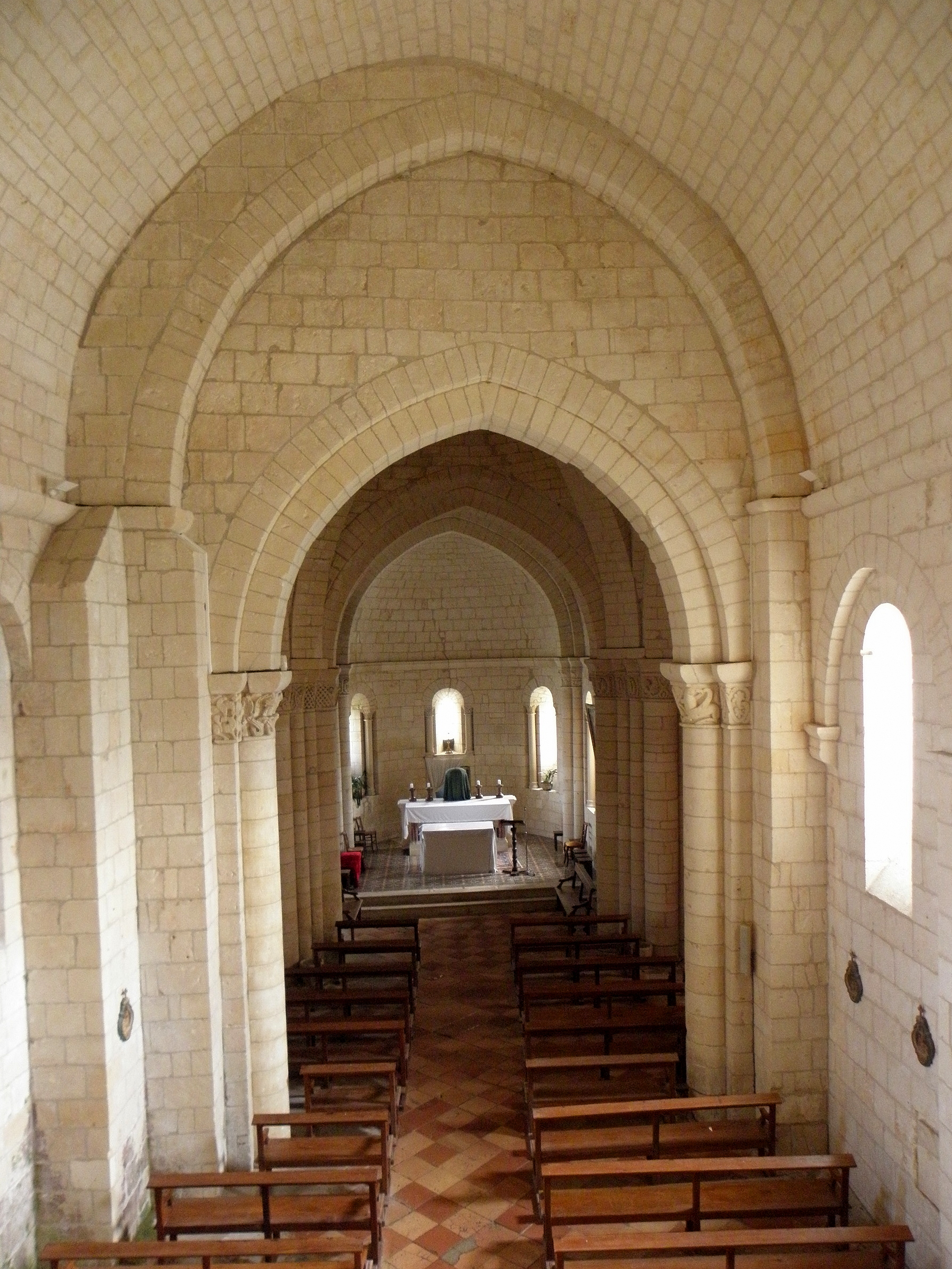
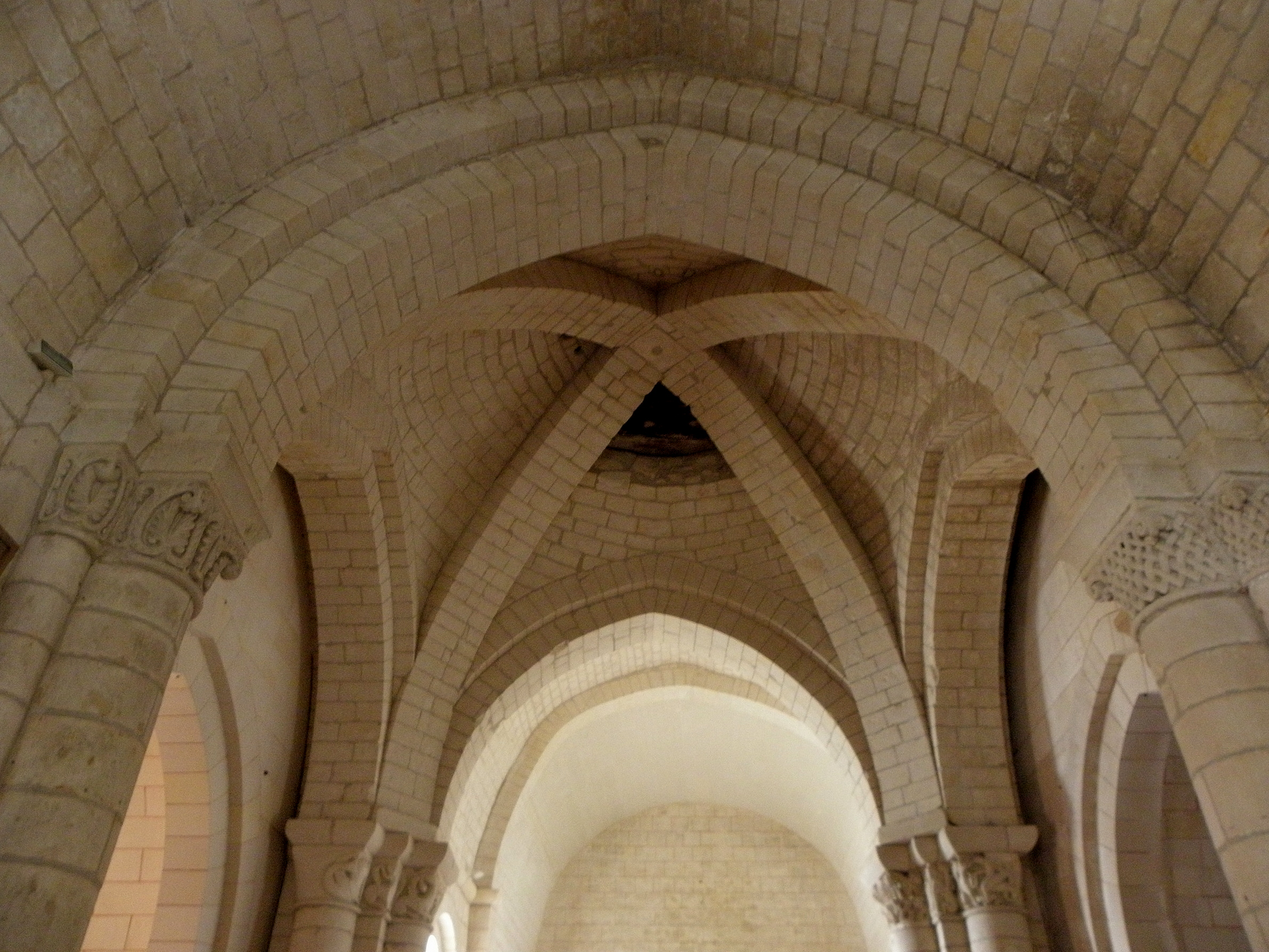
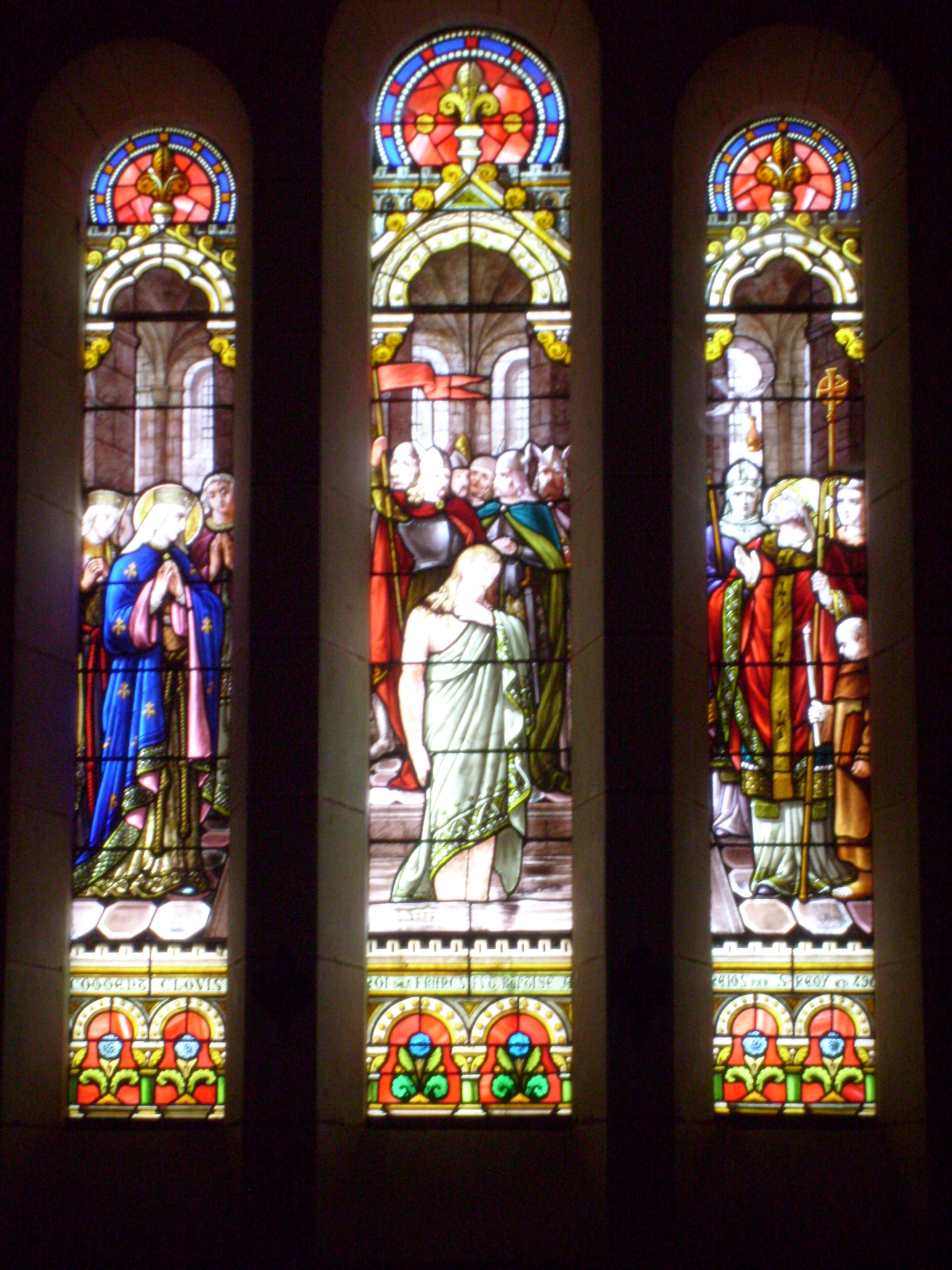
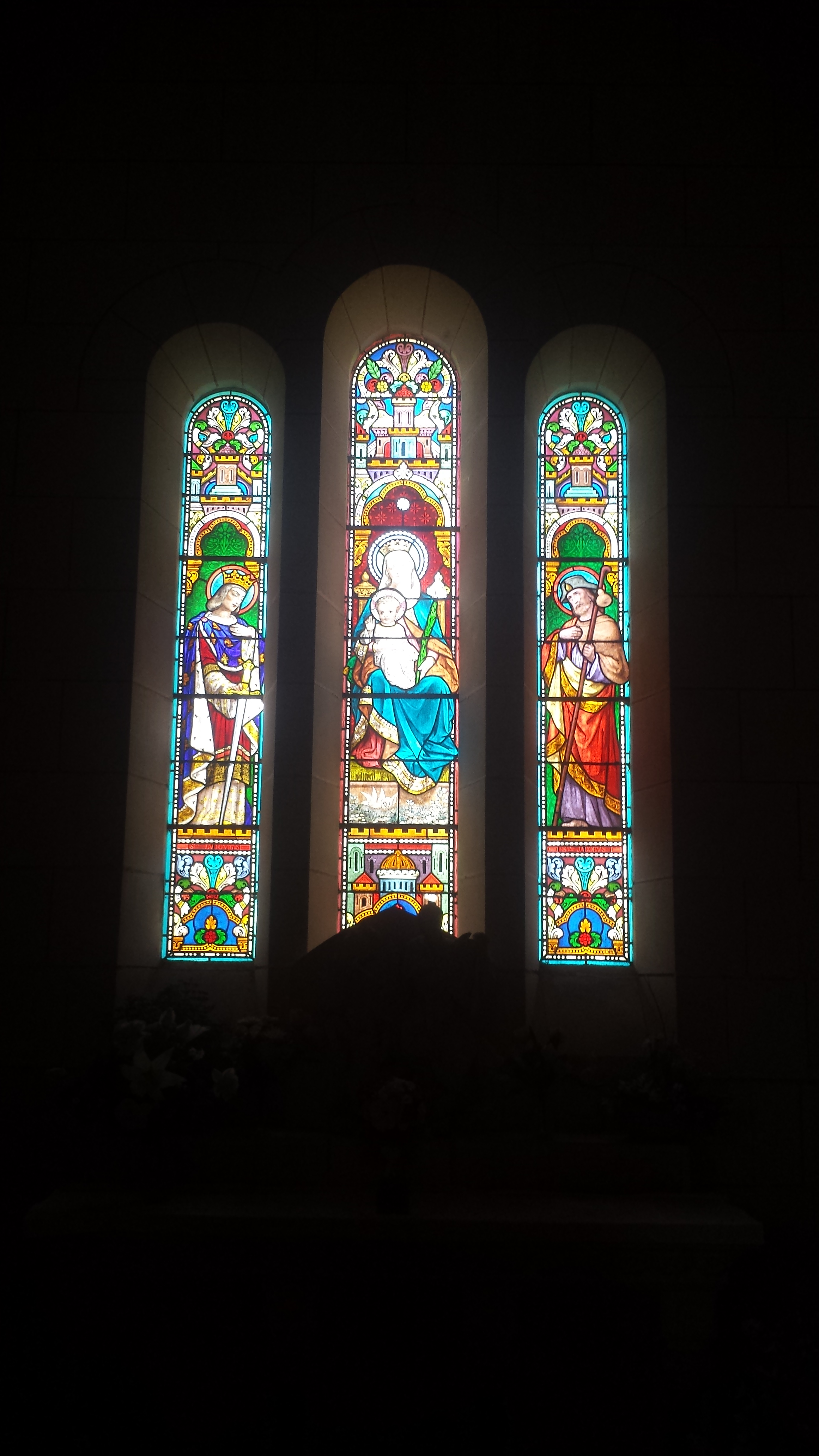
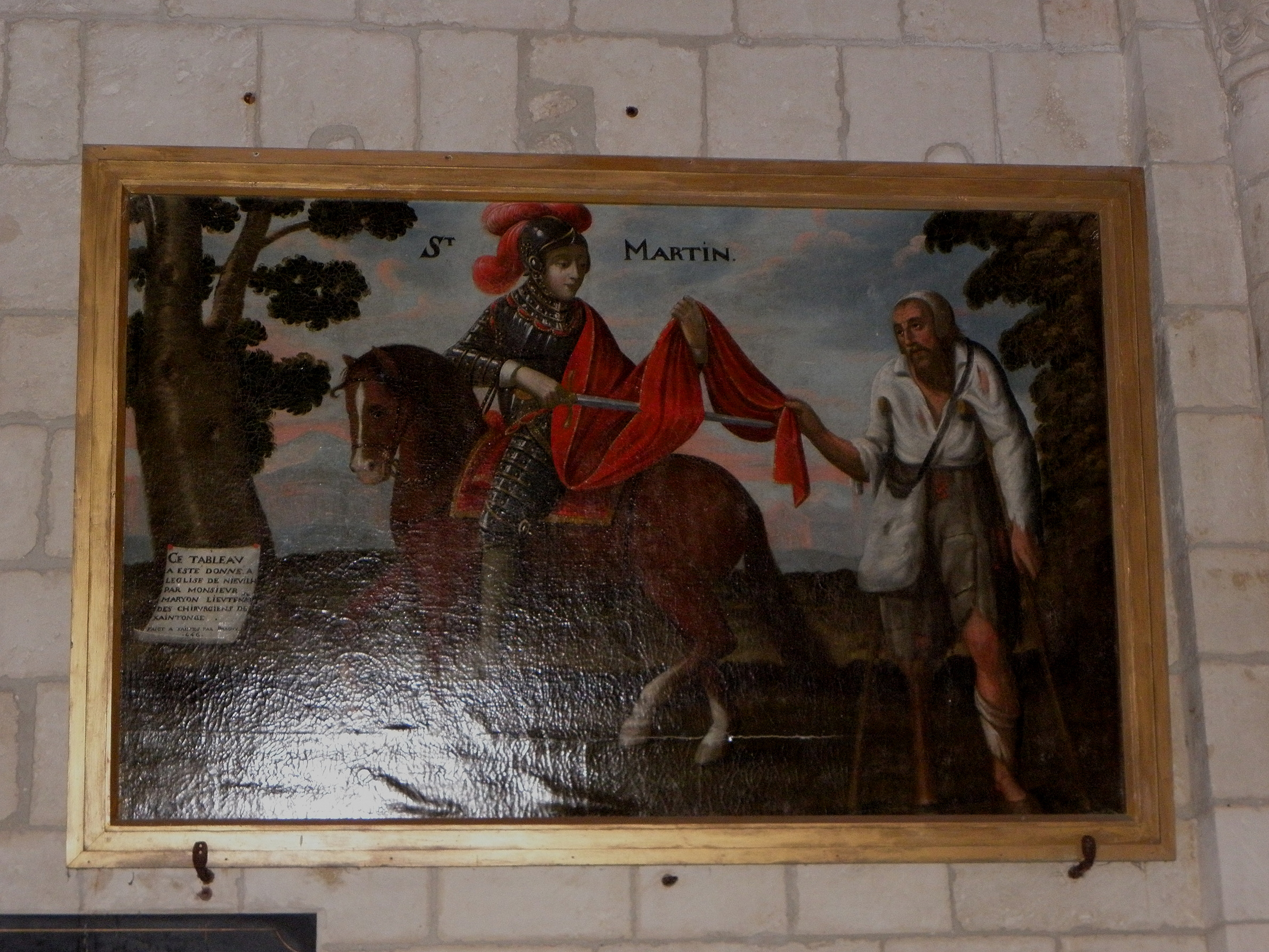

### Mobilier
Une plaque funéraire en marbre noir atteste de l'inhumation de messire Gabriel Isaie Lemouzin, chevalier, seigneur et baron de Varzay, Nieul et autres places, décédé le 17 décembre 1797 à l'âge de 86 ans. Cette plaque a été inscrite aux Mobiliers Historiques le 30 novembre 1984.
Une grande toile (205 cm sur 127) représente Saint Martin partageant son manteau. Elle a été commandée par Maryon, un lieutenant des chirurgiens de Saintonge, et peinte par Bragny en 1646. Cette peinture a été inscrite aux Mobiliers Historiques le 27 décembre 1907.

## Protection
L'édifice est classé au titre des monuments historiques en 1907.